# Copa del Rey de baloncesto 1987
La Copa del Rey de baloncesto 1987 fue la número 51. Fue organizada por la ACB y su final a ocho se disputó en el Palacio Municipal de Deportes de Santa Cruz de Tenerife entre el 13 y 15 de diciembre de 1986.

## Equipos clasificados
Grupo Par
|    | Equipo                  | G  | P | PF   | PC   |
| -- | ----------------------- | -- | - | ---- | ---- |
| 1. | Real Madrid             | 12 | 2 | 1337 | 1151 |
| 2. | Ron Negrita Joventut    | 12 | 2 | 1295 | 1190 |
| 3. | Estudiantes Caja Postal | 7  | 7 | 1310 | 1275 |
| 4. | Cajabilbao              | 7  | 7 | 1214 | 1247 |

Grupo Impar
|    | Equipo              | G  | P | PF   | PC   |
| -- | ------------------- | -- | - | ---- | ---- |
| 1. | FC Barcelona        | 12 | 2 | 1394 | 1153 |
| 2. | CAI Zaragoza        | 11 | 3 | 1322 | 1173 |
| 3. | Cajacanarias        | 9  | 5 | 1316 | 1265 |
| 4. | Cacaolat Granollers | 8  | 6 | 1225 | 1249 |

## Cuadro
|  | Cuartos de final        | Cuartos de final        | Cuartos de final     |                      |              | Semifinales     | Semifinales     | Semifinales     |  |              | Final           | Final           | Final           |  |
|  | 13 de diciembre         | 13 de diciembre         | 13 de diciembre      |                      |              | 14 de diciembre | 14 de diciembre | 14 de diciembre |  |              | 15 de diciembre | 15 de diciembre | 15 de diciembre |  |
|  |                         |                         |                      |                      |              |                 |                 |                 |  |              |                 |                 |                 |  |
|  |                         |                         |                      |                      |              |                 |                 |                 |  |              |                 |                 |                 |  |
|  | FC Barcelona            | FC Barcelona            | 104                  |                      |              |                 |                 |                 |  |              |                 |                 |                 |  |
|  | FC Barcelona            | FC Barcelona            | 104                  |                      |              |                 |                 |                 |  |              |                 |                 |                 |  |
|  | Cacaolat Granollers     | Cacaolat Granollers     | 90                   |                      |              |                 |                 |                 |  |              |                 |                 |                 |  |
|  | Cacaolat Granollers     | Cacaolat Granollers     | 90                   |                      | FC Barcelona | FC Barcelona    | 117             |                 |  |              |                 |                 |                 |  |
|  |                         |                         |                      |                      | FC Barcelona | FC Barcelona    | 117             |                 |  |              |                 |                 |                 |  |
|  |                         |                         | CAI Zaragoza         | CAI Zaragoza         | 88           |                 |                 |                 |  |              |                 |                 |                 |  |
|  | CAI Zaragoza            | CAI Zaragoza            | CAI Zaragoza         | CAI Zaragoza         | 88           | 103             |                 |                 |  |              |                 |                 |                 |  |
|  | CAI Zaragoza            | CAI Zaragoza            |                      |                      |              |                 |                 |                 |  |              |                 |                 |                 |  |
|  | Estudiantes Caja Postal | Estudiantes Caja Postal | 87                   |                      |              |                 |                 |                 |  |              |                 |                 |                 |  |
|  | Estudiantes Caja Postal | Estudiantes Caja Postal | 87                   |                      |              |                 |                 |                 |  | FC Barcelona | FC Barcelona    | 110             |                 |  |
|  |                         |                         |                      |                      |              |                 |                 |                 |  | FC Barcelona | FC Barcelona    | 110             |                 |  |
|  |                         |                         | Ron Negrita Joventut | Ron Negrita Joventut | 102          |                 |                 |                 |  |              |                 |                 |                 |  |
|  | Ron Negrita Joventut    | Ron Negrita Joventut    | Ron Negrita Joventut | Ron Negrita Joventut | 102          | 97              |                 |                 |  |              |                 |                 |                 |  |
|  | Ron Negrita Joventut    | Ron Negrita Joventut    |                      |                      |              |                 |                 |                 |  |              |                 |                 |                 |  |
|  | Cajacanarias            | Cajacanarias            | 92                   |                      |              |                 |                 |                 |  |              |                 |                 |                 |  |
|  | Cajacanarias            | Cajacanarias            | 92                   |                      | Cajabilbao   | Cajabilbao      | 91              |                 |  |              |                 |                 |                 |  |
|  |                         |                         |                      |                      | Cajabilbao   | Cajabilbao      | 91              |                 |  |              |                 |                 |                 |  |
|  |                         |                         | Ron Negrita Joventut | Ron Negrita Joventut | 102          |                 |                 |                 |  |              |                 |                 |                 |  |
|  | Cajabilbao              | Cajabilbao              | Ron Negrita Joventut | Ron Negrita Joventut | 102          | 89              |                 |                 |  |              |                 |                 |                 |  |
|  | Cajabilbao              | Cajabilbao              |                      |                      |              |                 |                 |                 |  |              |                 |                 |                 |  |
|  | Real Madrid             | Real Madrid             | 84                   |                      |              |                 |                 |                 |  |              |                 |                 |                 |  |
|  | Real Madrid             | Real Madrid             | 84                   |                      |              |                 |                 |                 |  |              |                 |                 |                 |  |
|  |                         |                         |                      |                      |              |                 |                 |                 |  |              |                 |                 |                 |  |

## Final
| 16 de diciembre de 1986 | FC Barcelona                                          | 110–102                            | Ron Negrita Joventut                                                 | |  |
| 18:45 GTM+1             | Marcador por tiempos: 54–58, 56–44                    | Marcador por tiempos: 54–58, 56–44 | Marcador por tiempos: 54–58, 56–44                                   | |  |
|                         | Estadísticas Bryant 29 Bryant 8 Solozábal 2 Bryant 33 | Boxscore Pts Reb Asts Val          | Estadísticas Villacampa 26 Johnson 10 Villacampa 3 Reggie Johnson 29 | Pabellón: Palacio Municipal de Santa Cruz, Santa Cruz de Tenerife Asistencia: 5,000 espectadores Árbitros: Juan José Neyro, Jesús León Arencibia |  |

| Campeón de la Copa del Rey 1987 |
| ------------------------------- |
| FC Barcelona 14.º título        |